# Special Olympics Macau

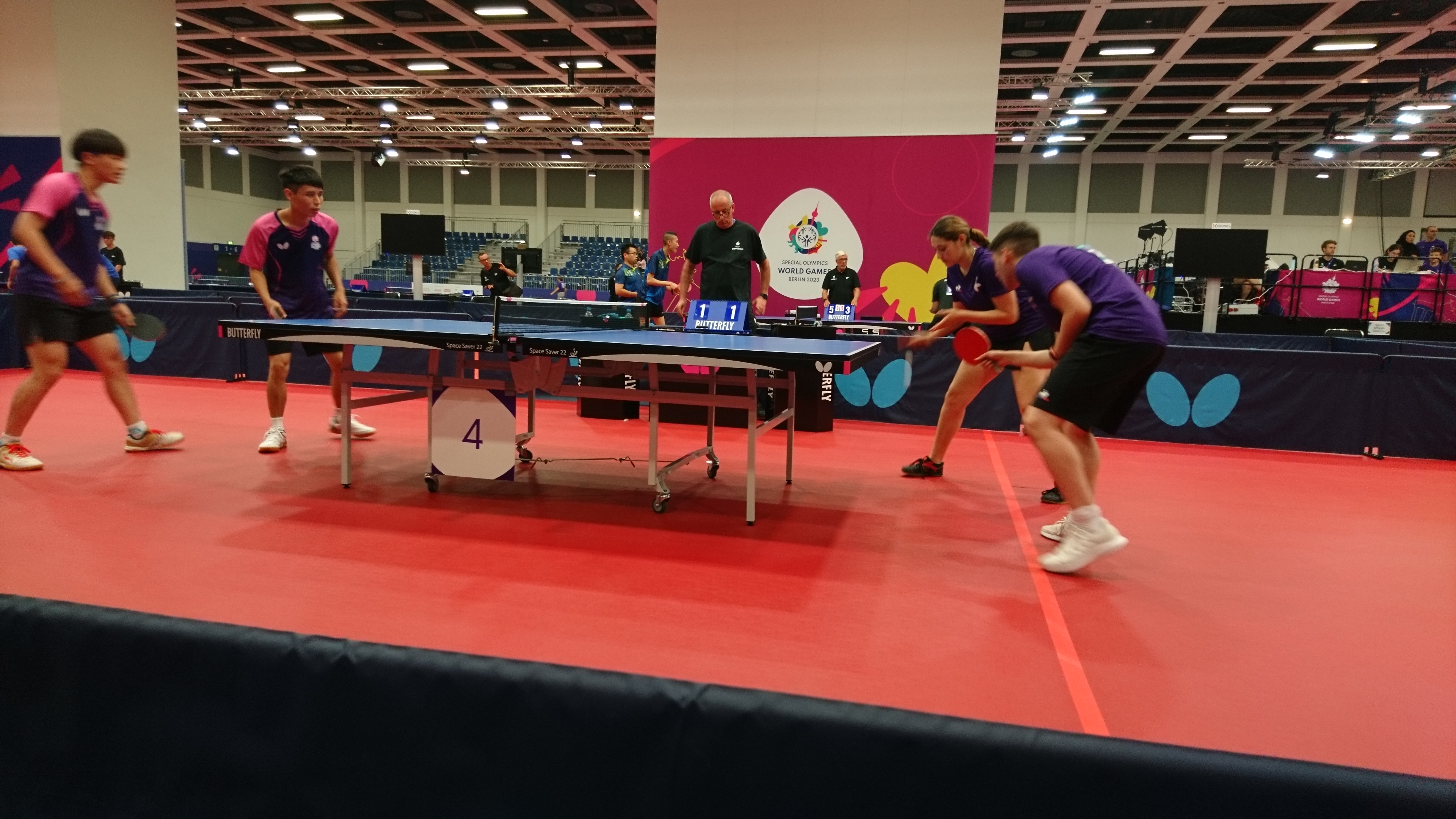
2023 Special Olympics World Summer Games gemischtes Tischtennisdoppel Special Olympics Macau und Special Olympics Malta.jpg

Special Olympics Macau (chinesisch 澳門特殊奧運會) ist trotz der Eingliederung Macaus in die Volksrepublik China 1999 auch heute noch ein eigenständiger Verband von Special Olympics International, der Kindern ab 7 Jahren, Jugendlichen und Erwachsenen mit geistiger Beeinträchtigung das ganze Jahr hindurch die Ausübung olympischer Sportarten anbietet. Er betreut auch seine Athletinnen und Athleten bei nationalen und internationalen Special Olympics Wettbewerben und hat seinen Sitz in Macau. Ziel des Verbands ist, seinen Athleten durch den Sport zu ermöglichen, dass sie körperlich fit bleiben, sich an ihren Erfolgen freuen können, ihre Fähigkeiten unter Beweis stellen sowie neue Freundschaften und Beziehungen knüpfen können.

## Geschichte
Der Verband Special Olympics Macau wurde bereits 1987 gegründet, als Macau noch portugiesische Kolonie war.
2019 wurde der Verband zu 42 % vom Education and Youth Affairs Bureau, 25 % vom Social Welfare Bureau und 6 % vom Sports Bureau finanziert. 12 % der Kosten übernahmen Unternehmen und 15 % private Spender.

## Aktivitäten

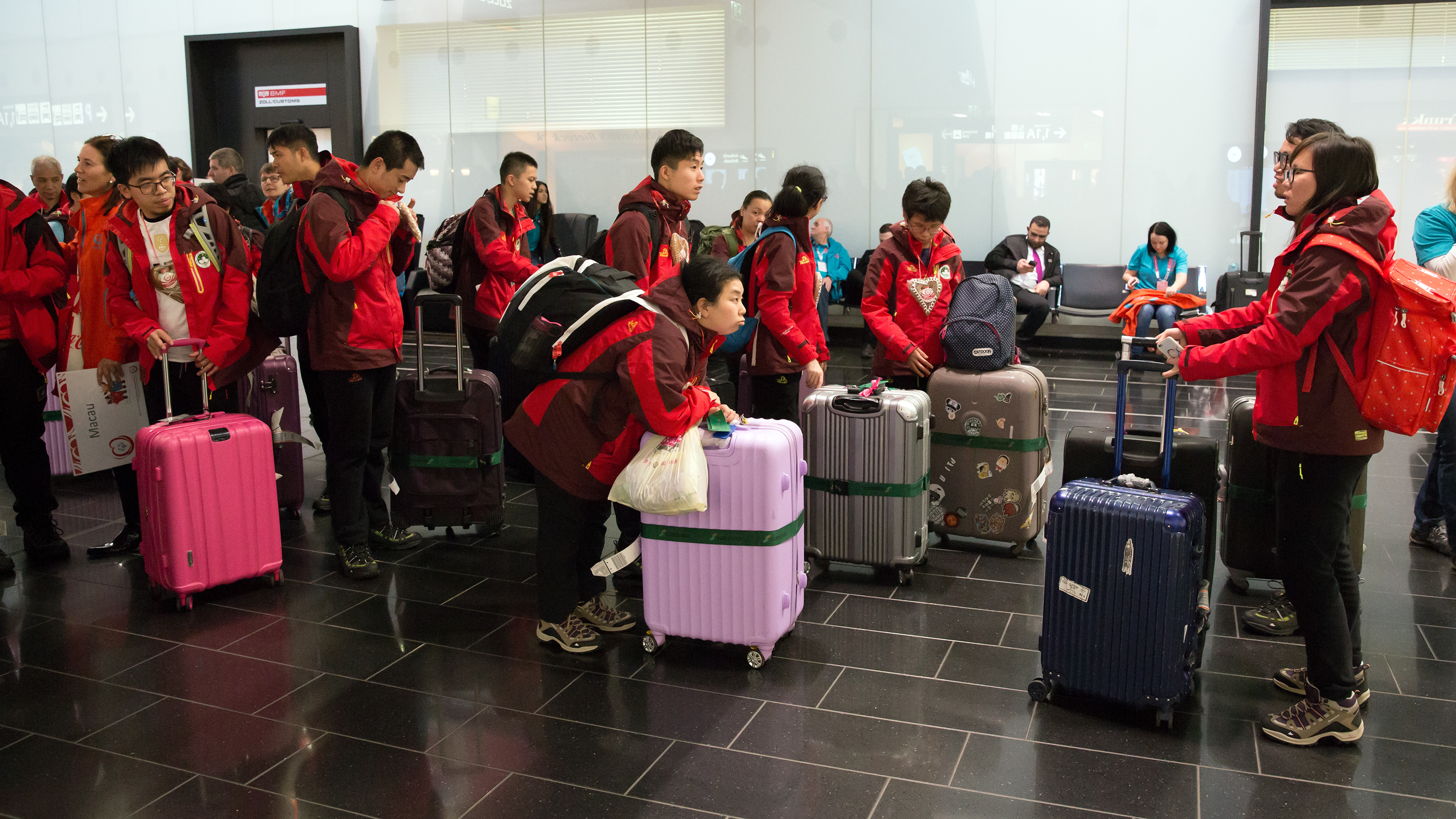
Team Macau bei der Ankunft zu den Special Olympics World Winter Games 2017 in Österreich

Im Jahr 2015 waren 2563 Athletinnen und Athleten sowie 77 Trainer im Verband registriert. Von allen im Verband Registrierten waren im Jahr 2020 ungefähr 75 % Männer.
Special Olympics Macau bietet folgende Sportarten an: Badminton, Basketball, Boccia, Bowling, Eiskunstlauf, Eisschnelllauf, Fußball, Golf, Kanusport, Leichtathletik, Schneeschuhlaufen, Schwimmen, Tischtennis.
Der Verband nimmt an mehreren Programmen von Special Olympics International teil, nämlich an Athlete Leadership, Healthy Athletes, Young Athletes, Youth Activation, Motor Activity Training Program und Family Support Network. Zusätzlich bietet Special Olympics Macau seinen Mitgliedern noch verschiedene Therapien, wie Sprachtherapie und Physiotherapie, zur Eingliederung in die Berufswelt an.

### Teilnahme an vergangenen Weltspielen
- 1987 Special Olympics World Summer Games, Indiana, USA
- 1999 Special Olympics World Summer Games, North Carolina, USA
- 2003 Special Olympics World Summer Games, Dublin, Irland
- 2005 Special Olympics World Winter Games, Nagano, Japan
- 2007 Special Olympics World Summer Games, Shanghai, China
- 2017 Special Olympics World Winter Games, Graz-Schladming-Ramsau, Österreich
- 2019 Special Olympics, World Summer Games, Abu Dhabi (42 Athletinnen und Athleten)[3]
- 2025 Special Olympics World Winter Games, Turin, Italien (8 Athletinnen  und Athleten)[4]

### Teilnahme an den Special Olympics World Summer Games 2023 in Berlin
Der Verband Special Olympics Macau nahm an den Special Olympics World Summer Games 2023 in Berlin teil. Die Delegation aus Macau wurde vor den Spielen im Rahmen des Host Town Programs von Hanau (Hessen) betreut und bestand aus ungefähr 65 Personen. Das Team gewann bei diesen Weltspielen 15 Gold-, 11 Silber- und 10 Bronzemedaillen.